# Zhangshu
Zhangshu (樟树 ; pinyin : Zhāngshù) est une ville de la province de Jiangxi en Chine. C'est une ville-district placée sous la juridiction de la ville-préfecture de Yichun.

## Démographie
La population du district était de 534 919 habitants en 1999.